# Кертис, Сэм
Сэм Кертис (англ. Sam Curtis; род. 1 декабря 2005, Наван, Ленстер) — ирландский футболист, защитник английского клуба «Шеффилд Юнайтед».

## Клубная карьера
Кертис — воспитанник клубов «Парквилла», «Сент-Кевинс Бойз», «Шемрок Роверс» и «Сент-Патрикс Атлетик». 13 августа 2021 года в матче против «Уотерфорд» он дебютировал в чемпионате Ирландии в составе последних. В своём дебютном сезоне игрок помог клубу завоевать Кубок Ирландии. 19 мая 2023 года в поединке против «Шелбурна» Сэм забил свой первый гол за «Сант-Патрикс Атлетик». 

## Достижения
«Сент-Патрикс Атлетик»
- Обладатель Кубка Ирландии: 2021, 2023